# North West Frontier
North West Frontier is een Britse avonturenfilm uit 1957 onder regie van J. Lee Thompson. Destijds werd de film in Nederland uitgebracht onder de titel De zoon van de maharadja.

## Verhaal
In 1905 verzamelen moslimrebellen in Brits-Indië zich in de bergen om het paleis van een maharadja. Ze willen hem en zijn zoon vermoorden. De maharadja doet een beroep op de Britten om zijn zoon naar Delhi te brengen. Kapitein Scott kan de jongen en zijn Amerikaanse gouvernante tijdig in veiligheid brengen. In de garnizoenstad Haserabad komt Scott erachter dat de laatste trein juist vertrokken is. Hij maakt kennis met de ingenieur Gupta, die nog een oude rangeerlocomotief ter beschikking heeft.

## Rolverdeling
| Acteur             | Personage                 |
| ------------------ | ------------------------- |
| Kenneth More       | Kapitein Scott            |
| Lauren Bacall      | Catherine Wyatt           |
| Herbert Lom        | Van Leyden                |
| Wilfrid Hyde-White | Bridie                    |
| I.S. Johar         | Gupta                     |
| Ursula Jeans       | Lady Windham              |
| Eugene Deckers     | Peters                    |
| Ian Hunter         | Sir John Windham          |
| Jack Gwillim       | Brigadegeneraal Ames      |
| Govind Raja Ross   | Prins Kishan              |
| Basil Hoskins      | Adjudant                  |
| S.M. Asgaralli     | Halvildar                 |
| S.S. Chowdhary     | Soldaat                   |
| Moultrie Kelsall   | Britse correspondent      |
| Lionel Murton      | Amerikaanse correspondent |